# Северо-Осетинская автономная область
Северо-Осетинская автономная область (Северо-Осетинская АО) — административно-территориальная единица РСФСР, существовавшая с 1924 по 1936 год.
Административный центр — город Владикавказ.

## История
Северо-Осетинская автономная область была образована 7 июля 1924 года из Осетинского национального округа упраздненной Горской АССР. Центром области был назначен город Владикавказ, который не входил в состав области, имел статус автономного города и являлся также центром Ингушской автономной области.
26 февраля 1925 года Северо-Осетинская автономная область была включена в состав Северо-Кавказского края.
15 января 1934 года после объединения Ингушской АО и Чеченской АО в Чечено-Ингушскую автономную область город Орджоникидзе стал центром только Северо-Осетинская АО, войдя в её состав.
С принятием новой сталинской конституции 5 декабря 1936 года Северо-Осетинская АО была выведена из состава Северо-Кавказского края и преобразована в Северо-Осетинскую АССР.

## Административное деление
По состоянию на 1 октября 1931 года в состав области входили 5 районов:
1. Алагиро-Ардонский — с. Алагир
2. Дзауджикауский — г. Орджоникидзе (не входил в состав района)
3. Дигорский — с. Христиановское
4. Правобережный — с. Тулатово
5. Притеречный — ст-ца Ардонская

## Население
По результатам всесоюзной переписи населения 1926 года население области составляло 157 435 чел.
Национальный состав населения распределялся следующим образом:
| Национальность | Население, чел. | Доля в общем населении, % |
| -------------- | --------------- | ------------------------- |
| Осетины        | 130 521         | 84,2                      |
| Украинцы       | 10 401          | 6,8                       |
| Русские        | 12 063          | 6,6                       |
| Немцы          | 1 802           | 1,0                       |